# Le Neubourg
Le Neubourg es una localidad y comuna francesa situada en la región de Alta Normandía, departamento de Eure, en el distrito de Évreux. Es el chef-lieu del cantón de su nombre.

## Geografía
La llanura de Le Neubourg es plana y monótona. En ella los árboles no son abundantes y se practican cultivos extensivos de cereales, plantas industriales y forrajeras. No hay cursos de agua que discurran por la llanura, si bien el Sena al norte y el Risle al oeste la bordean.

## Demografía
| 2835 | 3132 | 3498 | 3454 | 3639 | 3833 |
| Para los censos de 1962 a 1999 la población legal corresponde a la población sin duplicidades (Fuente: INSEE [Consultar]) |      |      |      |      |      |

### Aglomeración urbana
Incluye a otras dos comunas, Crosville-la-Vieille y Vitot. Ocupa una superficie de 22,34 km². Con una población censada en 1999 de 4.768 habitantes, su densidad era de 213,43 habitantes/km².
| 2838 | 3085 | 3329 | 3613 | 4013 | 4160 | 4502 | 4768 |
| Para los censos de 1962 a 1999 la población legal corresponde a la población sin duplicidades (Fuente: INSEE [Consultar]) |      |      |      |      |      |      |      |

## Administración

### Entidades intercomunales
Le Neubourg está integrada en la Communauté de communes du Plateau de Neubourg . Además forma parte de diversos sindicatos intercomunales para la prestación de diversos servicios públicos:
- S.A.E.P de la région du Neubourg
- Syndicat de l'électricité et du gaz de l'Eure (SIEGE)
- S.E.R.G.E.P du pays du Neubourg

### Riesgos
La prefectura del departamento de Eure incluye la comuna en la previsión de riesgos mayores  (enlace roto disponible en Internet Archive; véase el historial, la primera versión y la última). por:
- Presencia de cavidades subterráneas.
- Riesgos derivados del transporte de mercancías peligrosas.

## Lugares y monumentos

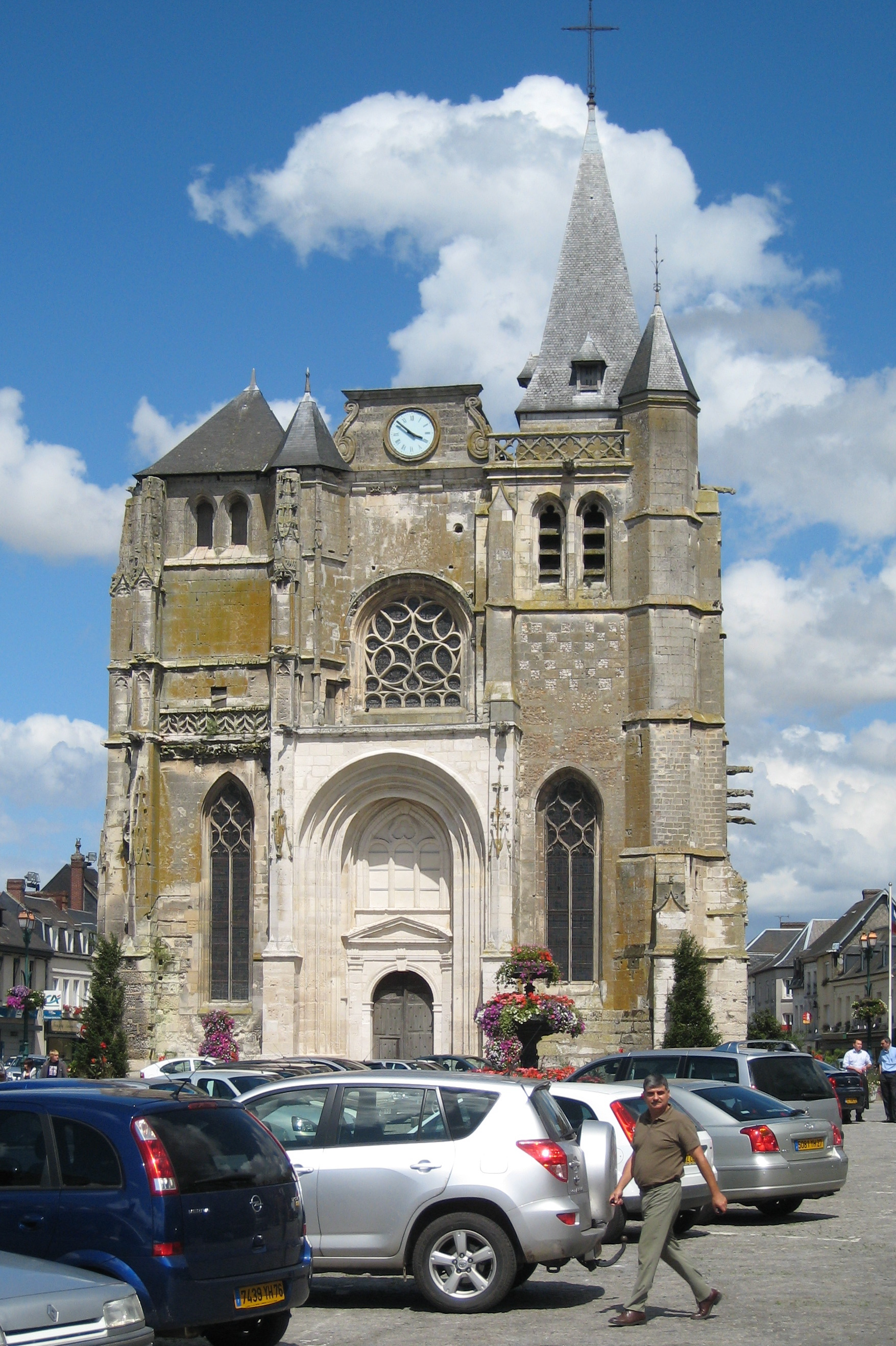
Iglesia de Saint-Paul.

- Iglesia de Saint-Paul del siglo XVI. Fue incendiada por el Duque de Parma en 1592 y reconstruida en 1610. En 1940 su campanario fue destruido por impactos de artillería. El daño lo produjeron artilleros franceses. (Fuente: Le Courrier de l'Eure)
- Iglesia de Saint-Jean, edificada en el siglo XIII. Durante el periodo de 1592 a 1610, sustituyó a Saint-Paul como iglesia parroquial.
- Museo de Anatomía.

## Personajes vinculados
- Jacques Charles Dupont de l'Eure, político que participó en las revoluciones de 1789, 1830 y 1848.